# Theodor Bartošek
Theodor Bartošek (4. listopadu 1877 Ždánice na Moravě – 5. září 1954 Praha) byl československý právník, advokát, politik, propagátor volnomyšlenkářství a ateismu. Jako politik se angažoval v různých socialistických uskupeních a od roku 1925 v Komunistické straně Československa. V letech 1918–1923 byl poslancem Národního shromáždění republiky Československé. V roce 1953 byl zvolen členem korespondentem Československé akademie věd.

## Biografie

### Mládí
Narodil se 4. listopadu 1877 ve Ždánicích na Moravě jako jeden ze tří synů okresního soudce. Vystudoval gymnázium v Brně, kde v roce 1897 maturoval. Vyrůstal v katolickém prostředí a měl se stát knězem. Ještě před maturitou však dospěl k rozhodnutí, že knězem nebude, a odešel studovat do Prahy na právnickou fakultu Univerzity Karlovy. Kromě práva studoval i filozofii. Po dobu studií živořil ve sklepním bytě a vydělával si kondicemi. Velký vliv měl na něho v této době profesor T. G. Masaryk. Po absolvování právnické fakulty se stal advokátem.
Již v době studií se intenzivně zapojil do studentského hnutí. Spolupodílel se na založení Svazu vysokoškolského studentstva (1904) a redigoval Studentský sborník. V roce 1905 se účastnil sjezdu Mezinárodního studentského sdružení v Lutychu. V roce 1897 se stal členem sociálně demokratické strany, přispíval do dělnických časopisů (např. do periodika Železniční zřízenec), redigoval Věstník slévačů, podílel se činnosti Dělnické akademie. Počátkem 20. století patřil do tábora takzvaných realistů a v jeho rámci do skupiny volnomyšlenkářů. Od roku 1904 byj jedním z vůdců anarchokomunistického hnutí.

### Angažovanost ve volnomyšlenkářském hnutí
Bartošek byl propagátorem ateismu a již v roce 1903 spoluzakládal „Spolek volných myslitelů Augustin Smetana"; od roku 1905 vycházel časopis Volná myšlenka, na jehož vydávání se též podílel. V následujícím roce byla založena česká sekce Volné myšlenky a Bartošek patřil k čelným činitelům tohoto hnutí. Za českou sekci se zúčastnil několika celosvětových kongresů Volné myšlenky (1904 Řím, 1907 Chicago, 1910 Brusel, 1912 Mnichov, 1913 Lisabon) a předsedal pražským kongresům této mezinárodní organizace (1907, 1920).
V období 1. světové války byla činnost české sekce Volné myšlenky zakázána. Poněvadž ji úřady považovaly za podvratnou organizaci, bylo dne 2. května 1916 několik předních představitelů tohoto hnutí zatčeno, mezi nimi i Bartošek. Po několikatýdenním věznění v Praze byli dopraveni do různých internačních táborů v Dolních Rakousích. Bartošek byl internován v táboře v Göllersdorfu, kde byli spolu s ním drženi i další čeští politici, např. Bohuslav Vrbenský, Emil Špatný, Václav Klofáč. Po rozpuštění tábora v lednu 1917 byl povolán k vojenské službě a převelen do Uher i na Balkán, kde uplatnil své mimořádné jazykové schopnosti jako tlumočník.
Volná Myšlenka nepřináší vůbec žádné svojí nové nauky, není novým dogmatem ani novou vírou, je spíše methodou než naukou. Chce na rozdíl od jakékoli víry, aby člověk myslil samostatně a aby vůbec myslil, aby vše promyslil a domyslil, jsa ochoten vzdáti se kdykoli dosavadního svého mínění, jakmile byl o lepším poučen. V tom je rozdíl od víry, která vždy i proti lepšímu přesvědčení novotě se brání a vzpírá. Světový názor volného myslitele kryje se tedy se současným výtěžkem vědeckého bádání a přizpůsobuje se stále jeho pokroku. (...) Volná Myšlenka také nechce býti jen pouhou negací, její činnost není jen bořivá. Odklizení přežitků a zastaralostí není dokonce ani jejím hlavním úkolem. Úloha její je velmi positivní: tvořit lepší a šťastnější život. Odklizení přežitků je jen důsledkem tohoto opravdového života. Ruiny trvají jen na hřbitovech, jen tam, kde ustal život. Naproti tomu silný a kypící život sám živelní silou ničí staré formy, které přerostl a které mu překážejí, jako ničí ptáče skořepinu vajíčka, když dospělo.
Th. Bartošek, O úkolech Volné Myšlenky, 1912, výňatek

### Politická činnost po skončení 1. světové války
Podle údajů k roku 1920 byl profesí advokátem na Královských Vinohradech. V roce 1918 vstoupil spolu s anarchokomunisty do Československé strany socialistické a získal za tuto stranu mandát do Revolučního národního shromáždění (1918-1920). V parlamentních volbách v roce 1920 získal za tutéž stranu poslanecké křeslo v Národním shromáždění. V parlamentu se podílel na přípravě ústavy i na nerealizovaném návrhu zákona o odluce státu a církve; pod návrh tohoto zákona se mimo jiné podepsala i Fráňa Zemínová. Už počátkem 20. let se ale ve straně přikláněl k frakci, která se vymezovala proti některým aspektům její politiky. Byla soustředěna okolo antiklerikálního hnutí Volná myšlenka a sbližovala se postupně s anarchokomunistickým křídlem, které reprezentoval Bohuslav Vrbenský. Definitivní rozkol nastal až v březnu 1923, kdy Bartošek a několik dalších poslanců za Československou stranu socialistickou hlasovali proti vládnímu návrhu zákona na ochranu republiky. Následovalo jejich vyloučení ze strany. V březnu 1923 proto Bartošek vystoupil z poslaneckého klubu této strany a přešel do klubu strany Socialistické sjednocení. Rozhodnutím volebního soudu byl pak v červnu 1923 zbaven mandátu. Do sněmovny místo něj nastoupil Václav Mikuláš.
V roce 1924 byl Bartošek hlavním autorem programu strany Socialistické sjednocení tak, jak byl prezentován na jejím sjezdu. V letech 1924–1925 se Bartošek, Bohuslav Vrbenský, Luisa Landová-Štychová a další pokusili o vytvoření Nezávislé socialistické strany dělnické; tato strana však již 28. září 1925 splynula s Komunistickou stranou Československa.
Jako reprezentant KSČ působil Bartošek v zastupitelstvu hlavního města Prahy. Založil Svaz nájemníků, účastnil se práce v Lize pro lidská práva i v Šaldově komitétu pro pomoc emigrantům z Německa. Podílel se na činnosti Společnosti pro hospodářské a kulturní sblížení s novým Ruskem; již v roce 1925 byl vedoucím první kulturní delegace do Sovětského svazu. Stal se předsedou tzv. Rudé pomoci, organizace obhajující persekvované předáky revolučního hnutí, a účastnil se sjezdů Mezinárodní rudé pomoci v Moskvě a v Paříži. Zapojil se do činnosti Mezinárodního sdružení demokratických právníků (referoval na sjezdech 1927 v Moskvě, 1929 v Berlíně a 1936 v Paříži). Po nástupu Hitlera k moci se stal předsedou Spolku k podpoře obětí fašismu.

### Rozchod s Volnou myšlenkou
V roce 1919 byla obnovena činnost české sekce Volné myšlenky a Bartošek v ní opět zastával vedoucí funkce. V roce 1925 se v tomto hnutí vyhrotily dva směry: levicový, reprezentovaný Bartoškem, a nekomunistický, reprezentovaný Juliem Myslíkem. Na valném sjezdu v listopadu 1925 zvítězil nekomunistický směr, Bartošek již nebyl zvolen ani řadovým členem ústředního výboru. Přímo na sjezdu prohlásil Vojta Beneš, že vstupem do komunistické strany přestal být Bartošek volným myslitelem. „Kdybych já byl na jeho místě, byl bych se vstupem do komunistické strany odešel z Volné myšlenky. Jeho setrvávání v této organizaci je protismyslné..." V únoru 1926 Bartošek a jeho stoupenci z Volné myšlenky vystoupili. Bartošek se pak stal funkcionářem v prokomunistickém Svazu proletářských bezvěrců.

### Období po 2. světové válce
Za okupace byl gestapem třikrát zatčen a vězněn, poté dopraven do koncentračního tábora v Terezíně a v Budyšíně, odtud převezen k soudu do Drážďan. U soudu byl osvobozen, po propuštění však byl dán pod policejní dozor. V květnu 1945 se účastnil Pražského povstání.
Po osvobození se podílel na reorganizaci advokacie a byl zvolen místopředsedou advokátní komory pro Čechy V roce 1946 byl zvolen čestným předsedou Svazu občanů bez vyznání. Dále pracoval v právní komisi Ústředního výboru KSČ. V roce 1948 podepsal prokomunistickou výzvu Kupředu, zpátky ni krok!, jež byla vydána dne 25. února 1948 pro podporu komunistického převratu. V letech 1948–1951 byl členem legislativní komise ministerstva spravedlnosti; mimo jiné se podílel na sestavování nového trestního zákoníku.
Podle některých autorů v zásadě „obstál i v 50. letech, kdy přes pokročilý věk nezůstal nic dlužen pověsti nekompromisního a statečného obhájce, který – jakkoli to bylo téměř nemožné – řadu lidí vymanil z vykonstruovaných léček krvežíznivé komunistické justice." V listopadu 1953 byl zvolen členem korespondentem Československé akademie věd. V posledních letech života byl postižen vážnou srdeční chorobou, která vyžadovala nemocniční ošetřování a stále jej poutala k lůžku. Dne 5. září 1954 v Praze zemřel.
Theodor Bartošek byl strýcem básníka Ilji Barta a docenta JUDr. Milana Bartoška (1913–1996), odborníka na římské právo.